# Qālhar
Qālhar (persiska: قالهر) är en ort i Iran.   Den ligger i provinsen Markazi, i den centrala delen av landet, 200 km söder om huvudstaden Teheran. Qālhar ligger 2 338 meter över havet och antalet invånare är 894.
Terrängen runt Qālhar är kuperad åt sydväst, men åt nordost är den bergig. Runt Qālhar är det ganska glesbefolkat, med 43 invånare per kvadratkilometer. Närmaste större samhälle är Narāq, 19,8 km nordväst om Qālhar. Trakten runt Qālhar består i huvudsak av gräsmarker.